# Airbus A330 MRTT
Airbus A330 MRTT é uma aeronave de reabastecimento aéreo europeia fabricada pela Airbus Military em Madrid, baseada no Airbus A330, produzida desde 2007.

## Operadores
‎Até 31 de dezembro de 2021, um total de 66 A330 MRTT haviam sido encomendados da ‎‎Airbus Military‎‎.
| Pais                   | Em Serviço    | Observações   |
| ---------------------- | ------------- | ------------- |
| Austrália              | 7 em serviço  |               |
| Bélgica                | 1 em produção |               |
| Brasil                 | 2 em serviço  |               |
| França                 | 6 em serviço  |               |
| Alemanha               |               | 4 em produção |
| Países Baixos          | 1 em serviço  | 2 em produção |
| Noruega                |               | 1 em produção |
| Arábia Saudita         | 6 em serviço  |               |
| Singapura              | 6 em serviço  |               |
| Coreia do Sul          | 4 em serviço  |               |
| Espanha                |               | 3 em produção |
| Emirados Árabes Unidos | 3 em serviço  | 2 em produção |
| Egito                  |               | 2 em produção |
| Reino Unido            | 14 em serviço |               |

### Potencias operadores
Brasil
Em 28 de janeiro de 2021, o presidente brasileiro Jair Bolsonaro anunciou negociações para dois A330 MRTT para a Força Aérea Brasileira.  Em 13 de maio de 2021, o Ministério da Defesa divulgou um comunicado oficial autorizando o acordo para a aeronave as unidades em negociação relatadas como sendo do inventário ativo da RAF, possivelmente a variante KC2.  30 de junho de 2021, o adido militar britânico para o Brasil, capitão da Marinha Real Britânica Mark Albon, confirmou as negociações em curso, conduzidas pelo embaixador do Reino Unido no Brasil e membros do Ministério da Defesa, dizendo que "estamos em contato e esperamos que essas aeronaves sejam vendidas para o Brasil em breve".
Em 27 de janeiro de 2022, a Força Aérea Brasileira cancelou as negociações com a RAF e lançou uma licitação internacional para a aquisição de dois A330-200 no mercado civil, estimado em US$ 81 milhões.  A aeronave será convertida para o padrão A330 MRTT, na fábrica da Airbus em Getafe, Espanha, configurada com duas cápsulas subatadas Cobham 905E e uma unidade de reabastecimento de fuselagem Cobham FRU-805E. As unidades serão sediadas na Base Aérea do Galeão, no Rio de Janeiro.  O transporte VIP é uma possibilidade, a fim de substituir o Airbus A319ACJ nas viagens presidenciais com alcance intercontinental.
 Canadá
Em abril de 2021, foi anunciado que a Airbus foi considerada a única fornecedora qualificada para substituir o reabastecimento Polaris e aeronaves de transporte VIP da RCAF, no Canadá, superando a Boeing KC-46 Pegasus.  As partes esperam ter um contrato em vigor antes da Primavera de 2024.
 Indonésia
Em janeiro de 2018, funcionários da Força Aérea indonésia (TNI-AU) estavam supostamente estudando tanto o A330 MRTT quanto o Boeing KC-46 Pegasus aeronaves de reabastecimento aéreo para um futuro programa de modernização, previsto para ocorrer após a conclusão do programa Airbus A400M Atlas. Foi dito que a TNI-AU está comparando a compatibilidade das aeronaves com a aeronave atual; custos do ciclo de vida; interoperabilidade com ativos atuais e futuros; e opções potenciais de financiamento e transferência de tecnologia com a fabricante estatal de aeronaves Indonésia Aerospace.
 Índia
O A330 MRTT e o Ilyushin Il-78 competiram por uma licitação lançada em 2006 pelo Ministério da Defesa indiano (MoD) para seis reabastecedores para estender o raio operacional da Força Aérea Indiana (IAF). Em maio de 2009, a Índia escolheu o A330 MRTT em vez do Il-78. [ No entanto, em janeiro de 2010, o governo cancelou a ordem, citando o alto custo como a razão, supostamente contra a vontade da IAF.  Após a reformulação, a Índia selecionou a Airbus como seu "fornecedor preferencial" em novembro de 2012.  2013, a Índia teria escolhido o A330 MRTT como a "oferta preferencial".
 Estados Unidos
Lockheed Martin está propondo uma variante chamada LMXT  referida como KC-Y, o que poderia levar o vencedor a obter um contrato para construir até 160 novas aeronaves.
Outros
Em 27 de março de 2014, a Airbus anunciou que a Força Aérea do Catar pretendia comprar dois MRTTs A330.
A partir de 2018, a Suécia teria considerado aderir ao programa multinacional multi-role tanker transport fleet.

Em maio de 2021, foi revelado que o Egito pode comprar dois MRTTs A330 como parte de um acordo de caça Rafale com a França.